# Linden, Dithmarschen
Linden là một đô thị thuộc huyện Dithmarschen, trong bang Schleswig-Holstein, nước Đức. Đô thị Linden, Dithmarschen có diện tích 11,62 km², dân số thời điểm 31 tháng 12 năm 2006 là 862 người.